# Cumbres Mayores
Cumbres Mayores es un municipio y localidad española de la provincia de Huelva, en la comunidad autónoma de Andalucía. Cuenta con una población de 1729 habitantes (INE 2024). Se encuentra situada a una altitud de 711 metros y a 144 kilómetros de la capital de provincia, Huelva. En su término municipal se ubica el tercer puerto de montaña más alto de la provincia de Huelva, la Sierra del Viento, con 802 metros de altitud y ubicado en la carretera de Hinojales.

## Geografía física
Integrado en la comarca de Sierra de Huelva, se sitúa a 130 kilómetros de la capital provincial. El término municipal está atravesado por un tramo de la carretera nacional N-435 (Badajoz-Huelva) y por carreteras locales que permiten la comunicación con Fuentes de León, Hinojales y Cumbres de Enmedio. 
| Noroeste: Cumbres de Enmedio              | Norte: Higuera la Real (Badajoz) y Fregenal de la Sierra (Badajoz) | Nordeste: Fuentes de León (Badajoz) |
| Oeste: Cumbres de San Bartolomé y La Nava |                                                                    | Este: Hinojales y Cortelazor        |
| Suroeste: La Nava                         | Sur: La Nava y Valdelarco                                          | Sureste: Valdelarco                 |

El relieve del municipio es predominantemente montañoso, al encontrarse en Sierra Morena, dentro del Parque Natural de Sierra de Aracena y Picos de Aroche. El barranco de Riofrío en uno de los cursos fluviales que sirven de drenaje, desembocando en el río Múrtigas en el extremo occidental. La altitud oscila entre los 844 metros (Cerro del Rey), en la sierra del Rey, en el límite con Hinojales, y los 300 metros a orillas del río Múrtigas, al oeste. El pueblo se alza a 695 metros sobre el nivel del mar. 

## Historia
Primeros asentamientos en la zona
A unos 5 km al noroeste de la actual Cumbres Mayores y a 447 metros sobre el nivel del mar, ubicada en coordenadas 38° 06′ N 6° 41′ O se encuentra la sierra del Coto o de Valera. En este terreno se produjo un asentamiento celta cuando estos, procedentes de la cuenca del Jalón, se desplazaron a través de cientos de kilómetros para establecerse en la comarca buscando terrenos fértiles y una configuración orográfica idónea que les protegiese de pueblos hostiles. Cuando vieron estas tierras no dudaron en establecerse en ellas y construyeron una ciudad que llamaron Capote, que significa Castillo fuerte, Altura fortificada.
Los restos arqueológicos celtas hablan de una ciudadela de planta rectangular situada en la parte más alta del cerro. En la muralla construida con sillares de estructura muy endeble y torpemente labrados, se disponen una serie de torres cuadradas de carácter defensivo.
La población celtibérica fue sustituida por la romana y al lugar se le concedió el estatuto jurídico de municipio romano desde la época de Cesar, sus habitantes fueron adscritos a la tribu Galería recibiendo la ciudad los nombres de Concordia Julia, con lo que pasaría a denominarse Nertobriga Concordia Iulia.
En excavaciones llevadas a cabo sobre la ciudad romana han salido a la luz unas grandes termas públicas, pavimentadas con mosaicos, a las que enfilaba un acueducto que las surtía de agua, así como un buen lote epigráfico, destacando la lápida sepulcral de la sacerdotisa Flacilla y la que menciona al "Genio Nertobriguense", divinidad tutelar de la ciudad, encontrada en unas excavaciones está en el Museo Arqueológico Nacional.
En cuanto a las vías de comunicación, podemos hablar de una calzada romana que uniría Itálica y Nertóbriga, con ramales hacia Restituta Julia (Zafra) y otro hacia Arucci (Aroche).
Por restos aparecidos en excavaciones podemos hablar de la destrucción o abandono de Nertóbriga, en el siglo V d. C., sus habitantes se dispersaron por las cumbres vecinas forjando parte de pequeños campamentos familiares o caseríos aislados.
Cumbres Altas o Mayores
Las primeras casas que originaron el pueblo de Cumbres Mayores se edificaron en los alrededores de la actual Fuente de la Magdalena. En un poblado conocido con el nombre de Ausera, paraje fértil y rico en agua, lugar propicio para el posible asentamiento de una población. En esta zona se encuentra en la actualidad restos de un ábside de la que fue Ermita de la Magdalena, la más antigua reliquia de las construcciones cristianas de esta comarca de la sierra.
En el Reinado de Alfonso X el Sabio las incursiones Lusitanas son frecuentes y sus avances no son bien vistos por los monarcas Castellanos. Cuando le sucede su hijo Sancho IV se preocupará de que el concejo de Sevilla construya fortalezas para la defensa de las villas de la sierra.
En el privilegio fechado en Toro el 4 de noviembre de 1293 quedó establecido como el monarca cede para los trabajos de construcción de estas fortalezas la cantidad de quinientos Maravedíes anuales así como el beneficio de las tercias reales de Cala, Almadén de la plata, Santa Olalla y Cumbres. Con ello se logra crear un complejo sistema defensivo formando lo que se denominó Banda Gallega, grupo de fortalezas que defendían la frontera con Portugal, en contraposición a la banda morisca en defensa contra los musulmanes granadinos.
Las diferentes incursiones portuguesas y la inseguridad, hace que la población abandone la zona, para trasladarse a los alrededores del Castillo "encastellamiento" (concentración de población en distintos núcleos alrededor de distintas fortalezas). Esta acción constata la fundación de la población de Cumbres Altas o Cumbres Maiores.
Cumbres Mayores perteneció al Realengo de Sevilla, por esta denominación se conocía el territorio que se encontraba bajo el dominio directo de la monarquía y no había sido cedido a ninguna institución particular a título de señorío.
Limitándonos por tanto, a la tierra realenga, esta quedó desde el momento de la Reconquista, en el siglo XIII, bajo el control de la ciudad de Sevilla.
En los años 1426 a 1486 Cumbres Mayores pasa a tener de 204 habitantes a 295. La mayor parte de la población era de origen castellano y religión cristiana, pero en algunos lugares existieron comunidades hebreas durante, el siglo XIV, que poseían sus propios centros de reunión, y de cuya existencia tenemos noticias porque fueron destruidos en el año 1391 con ocasión del levantamiento contra los judíos. Dichos lugares fueron Cala y Santa Olalla. Además se conoce la existencia de judíos avecinados en Escacena del Campo, Paterna del Campo, Manzanilla, Cumbres Mayores, Hinojos, Aroche y Aracena, entre 1368 y 1381, todos ellos relacionados con arriendos de rentas concejales.
Tras los ataques de 1391 vinieron las conversiones al Cristianismo. Basándonos en los censos de Población vemos que Cumbres Mayores, a pesar de algunos contratiempos, sigue en aumento, así tenemos el censo del año 1541 realizado con el propósito de repartir el servicio ordinario, atendiendo al número de vecinos, la riqueza de cada uno y el aspecto fiscal, habiendo diferencia entre Pecheros y Francos. Dado que se trataba de un servicio de los primeros (Pecheros), se omitían los Hidalgos, los Clérigos y los exentos, es decir, quienes no pagaban Pechos o Tributos y cuyo número era muy escaso.
En 1594 formaba parte del reino de Sevilla en la Sierra de Arroche y contaba con 389 vecinos pecheros.
Según un informe elaborado en 1749, en relación con los efectos de la guerra entre Castilla y Portugal en la Sierra Onubense, se pone de manifiesto que El Cerro, La Nava, Encinasola y Cumbres de Enmedio estaban destruidos, mientras que Aroche, Cumbres Mayores, Cumbres de San Bartolomé, Cortegana, Fregenal de la Sierra e Higuera la Real se encontraban en grave peligro.
En 1833 pasa a depender de la recientemente creada provincia de Huelva, dejando de formar parte del Reino de Sevilla. Según la nueva División territorial de España en 1833
La existencia de la industria cárnica se constata en esta localidad ya a principios del siglo XVIII, aunque adquirió un fuerte desarrollo a finales del siglo XIX, cuando el ferrocarril acercó los mercados a las producciones locales. Ello mantuvo la evolución positiva de su población, en un comportamiento poco repetitivo en la Sierra de Huelva. Esta tendencia se truncó en la década de los años 70 debido a la crisis del sector cárnico, en un momento en el que existían en Cumbres Mayores 24 mataderos y 37 fábricas. Consecuencia que hizo que su población emigrará reduciendo los efectivos a la mitad.

## Demografía
Cumbres Mayores cuenta con una población de 1729 habitantes (INE 2024).

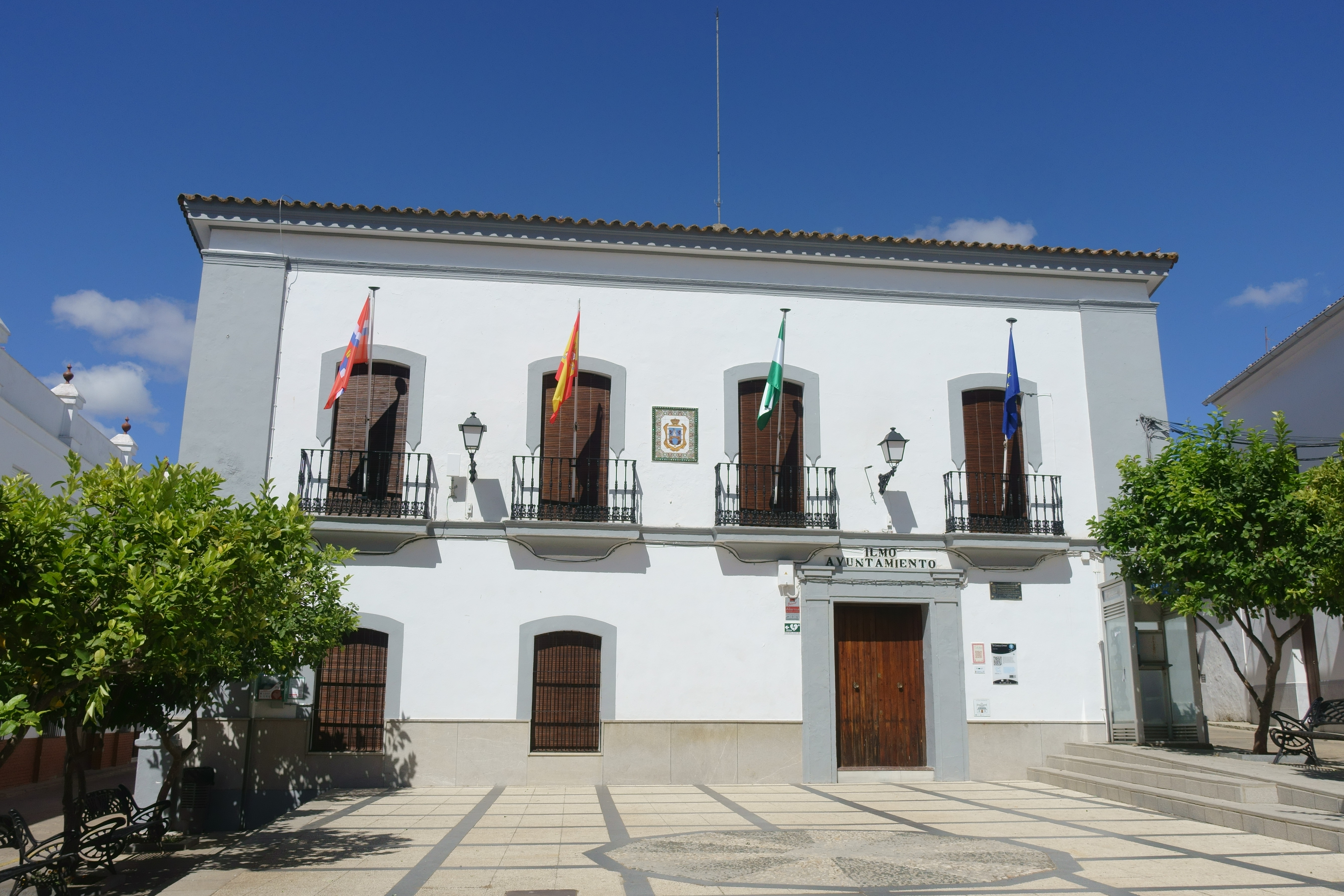
Casa consistorial

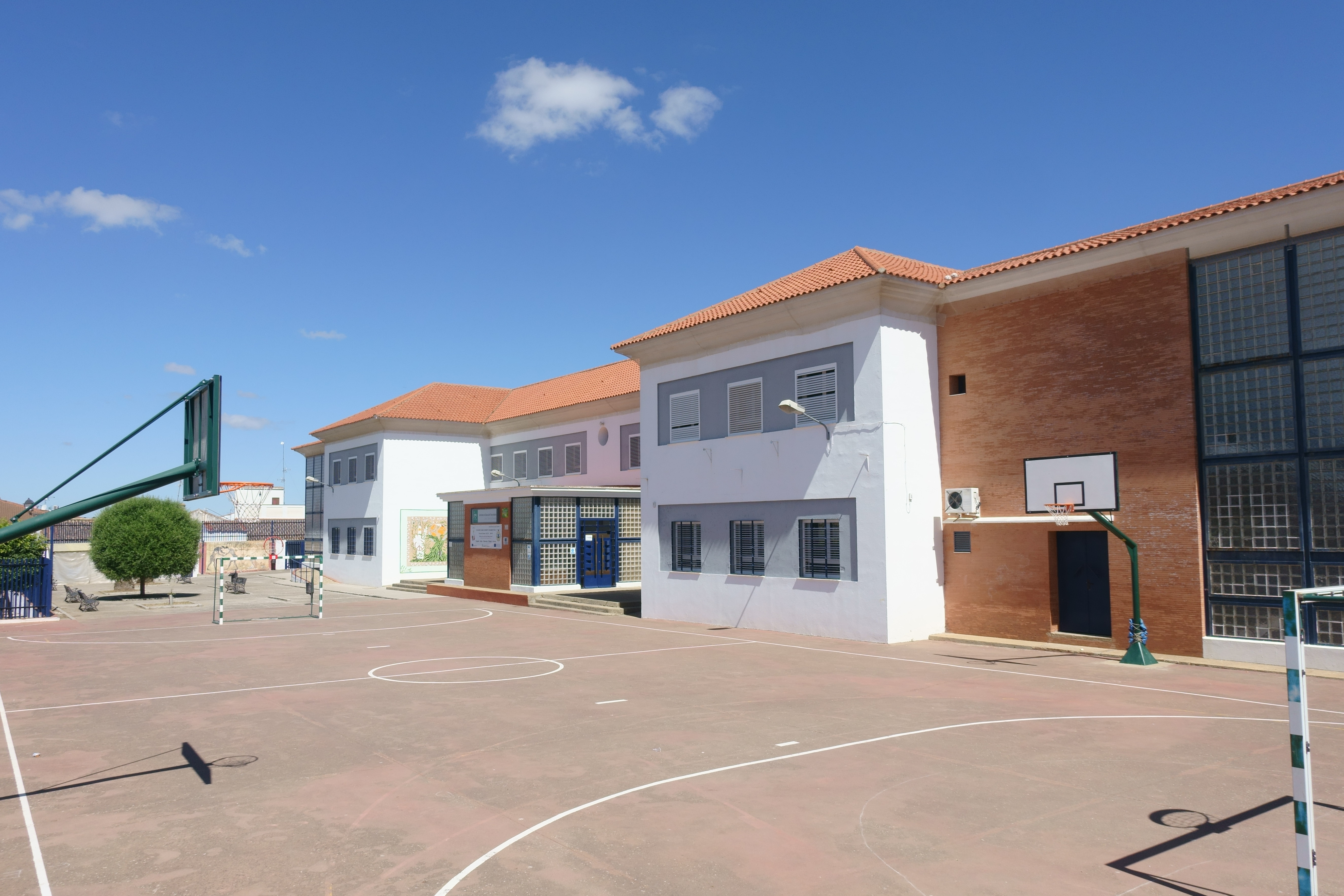
IES José M. Morón y Barrientos

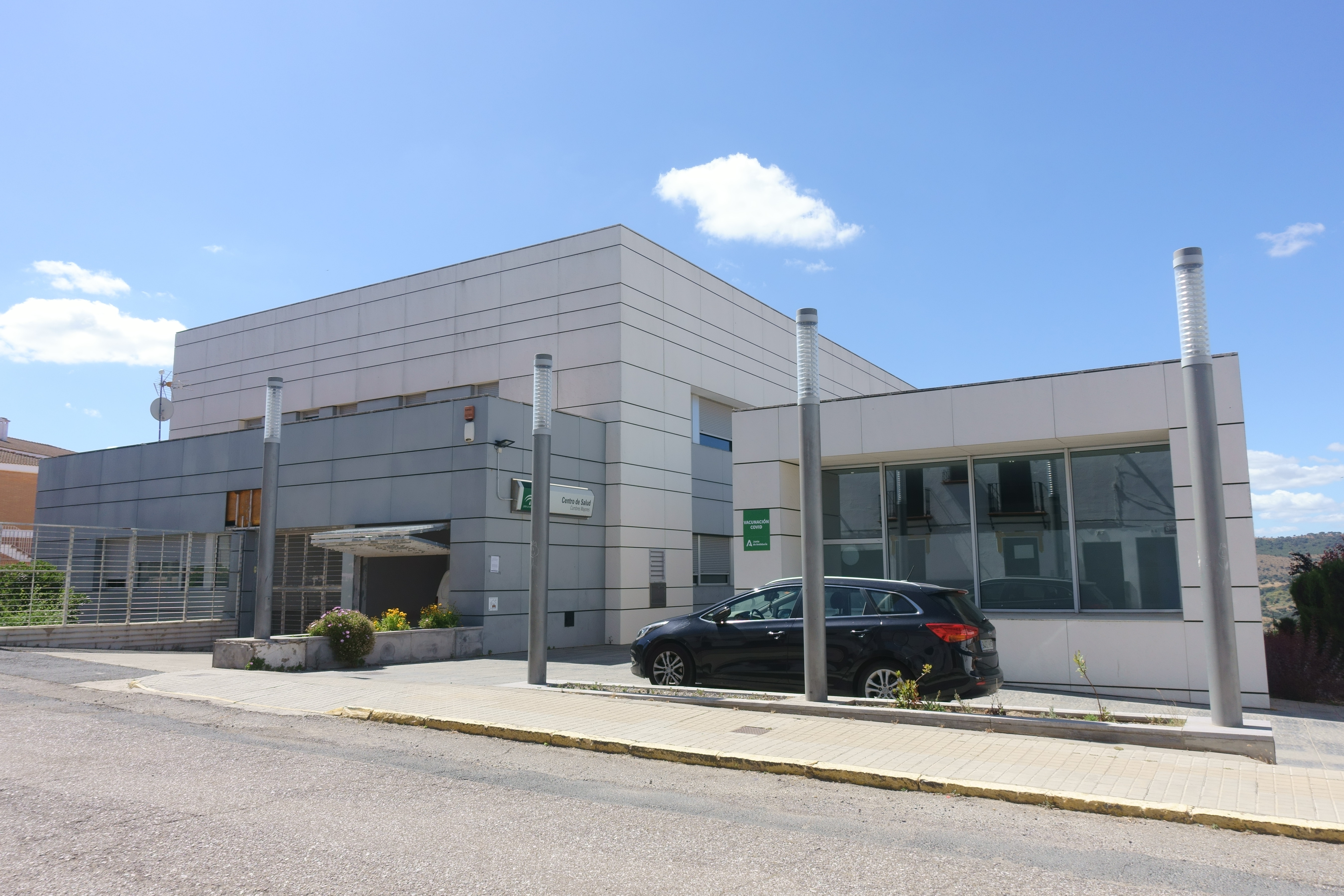
Centro de salud

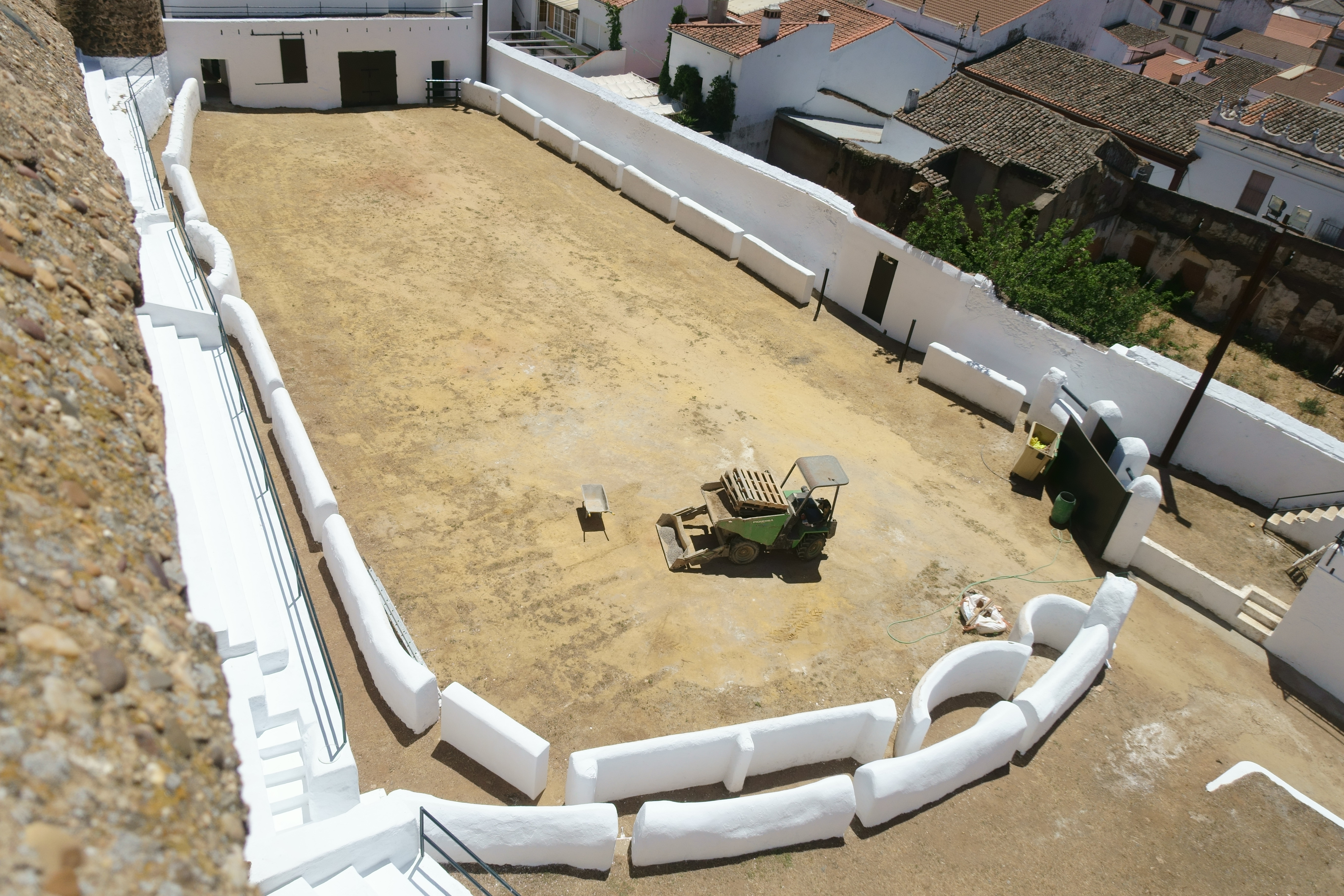
Plaza de toros

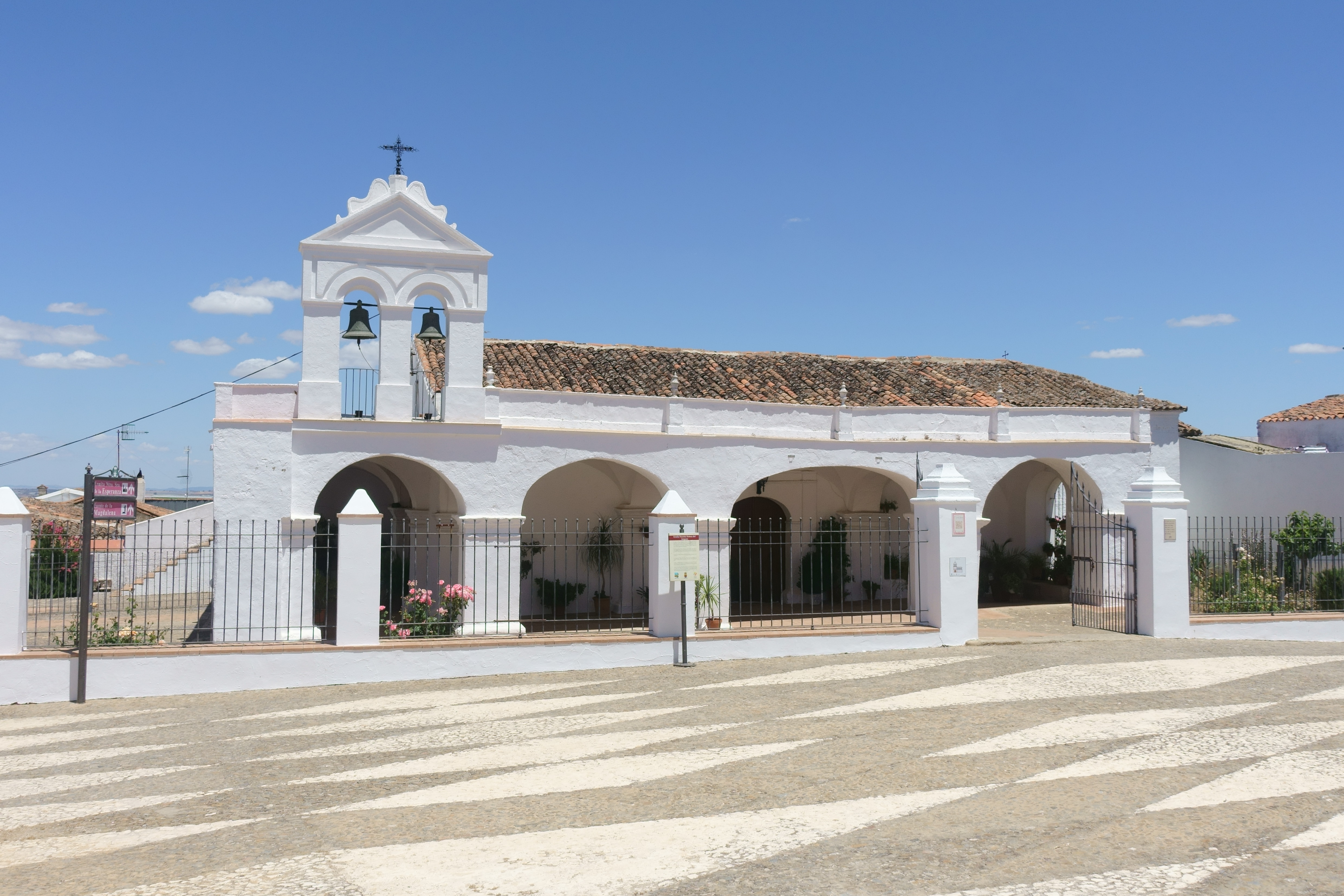
Ermita de Nuestra Señora del Amparo

| Gráfica de evolución demográfica de Cumbres Mayores entre 1842 y 2021                                               |
| |
| Población de derecho según los censos de población del INE Población de hecho según los censos de población del INE |

## Administración y política
El actual alcalde de Cumbres Mayores, es José Félix Delgado, de Ciudadanos, quien alcanzó el puesto como alcalde tras las elecciones municipales de 2023. Aunque las elecciones fueron ganadas por el Partido Socialista Obrero Español, una minoría parlamentaria les impedía gobernar. Tras negociaciones, ofrecieron la alcaldía al único concejal de Ciudadanos, para evitar un gobierno del Partido Popular con el grupo municipalista Por Nuestro Pueblo. Desde entonces, existe un gobierno de coalición en el municipio entre socialistas y el único concejal de Ciudadanos.  

### Histórico de alcaldes
| Periodo   | Nombre                                            | Partido   |
| --------- | ------------------------------------------------- | --------- |
| 1979-1983 | Isidoro Castaño Cárdeno                           | PSOE      |
| 1983-1987 | Isidoro Castaño Cárdeno                           | PSOE      |
| 1987-1991 | Francisco García Domínguez Francisco Cobos Romero | PSOE Ind. |
| 1991-1995 | Manuel González Marín                             | PSOE      |
| 1995-1999 | Manuel González Marín                             | PSOE      |
| 1999-2003 | Manuel González Marín                             | PSOE      |
| 2003-2007 | Manuel González Marín                             | PSOE      |
| 2007-2011 | Manuel González Marín                             | PSOE      |
| 2011-2015 | Ramón Castaño González                            | PSOE      |
| 2015-2019 | Ramón Castaño González                            | PSOE      |
| 2019-2023 | Gemma Castaño Domínguez                           | PSOE      |
| 2023-act. | José Félix Delgado                                | Cs        |

## Economía

### Evolución de la deuda viva municipal
| Gráfica de evolución de Deuda viva del Ayuntamiento de Cumbres Mayores entre 2008 y 2021                                |
| |
| Deuda viva del Ayuntamiento de Cumbres Mayores en miles de Euros según datos del Ministerio de Hacienda y Ad. Públicas. |

## Comunicaciones

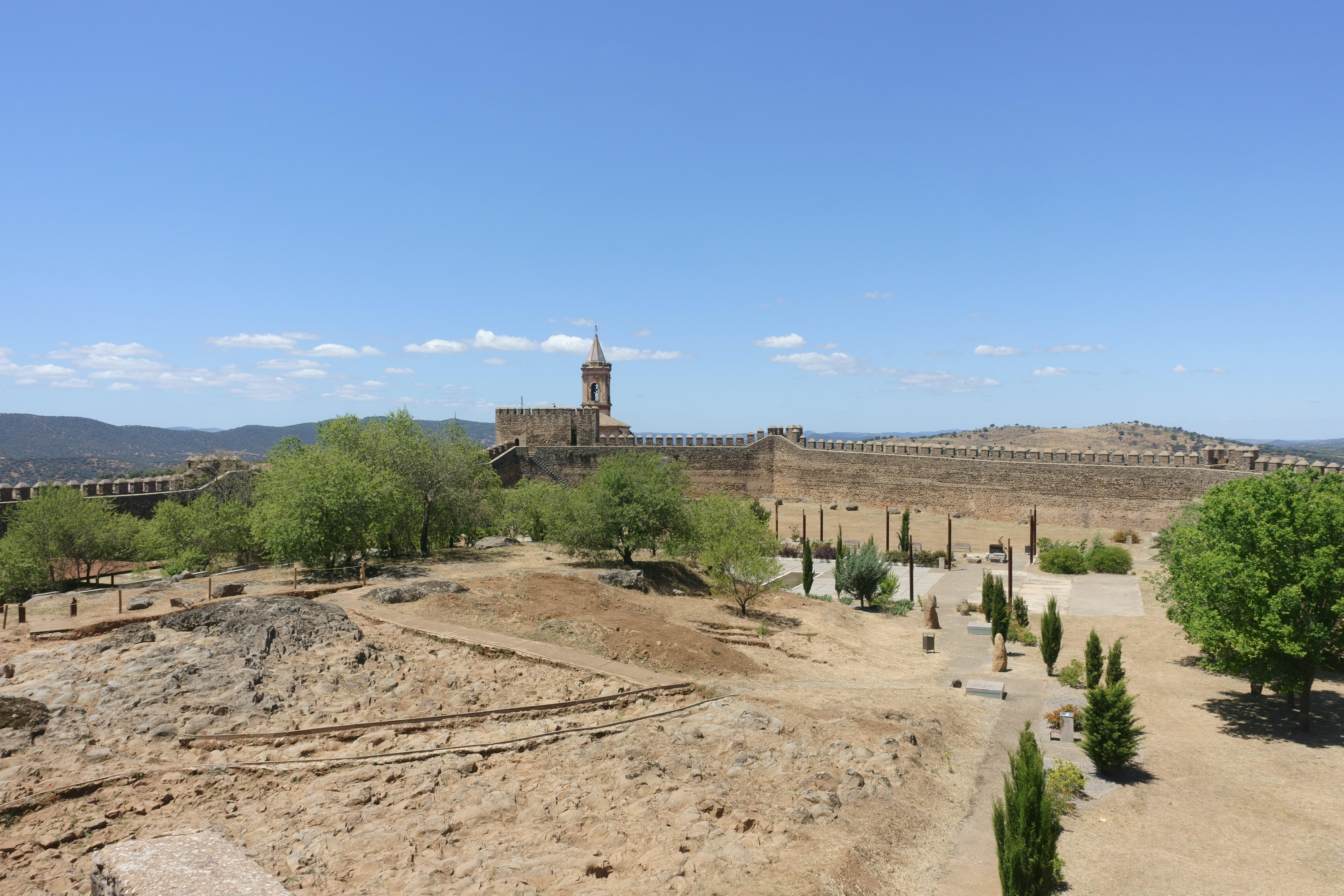
Interior de lo que queda del castillo

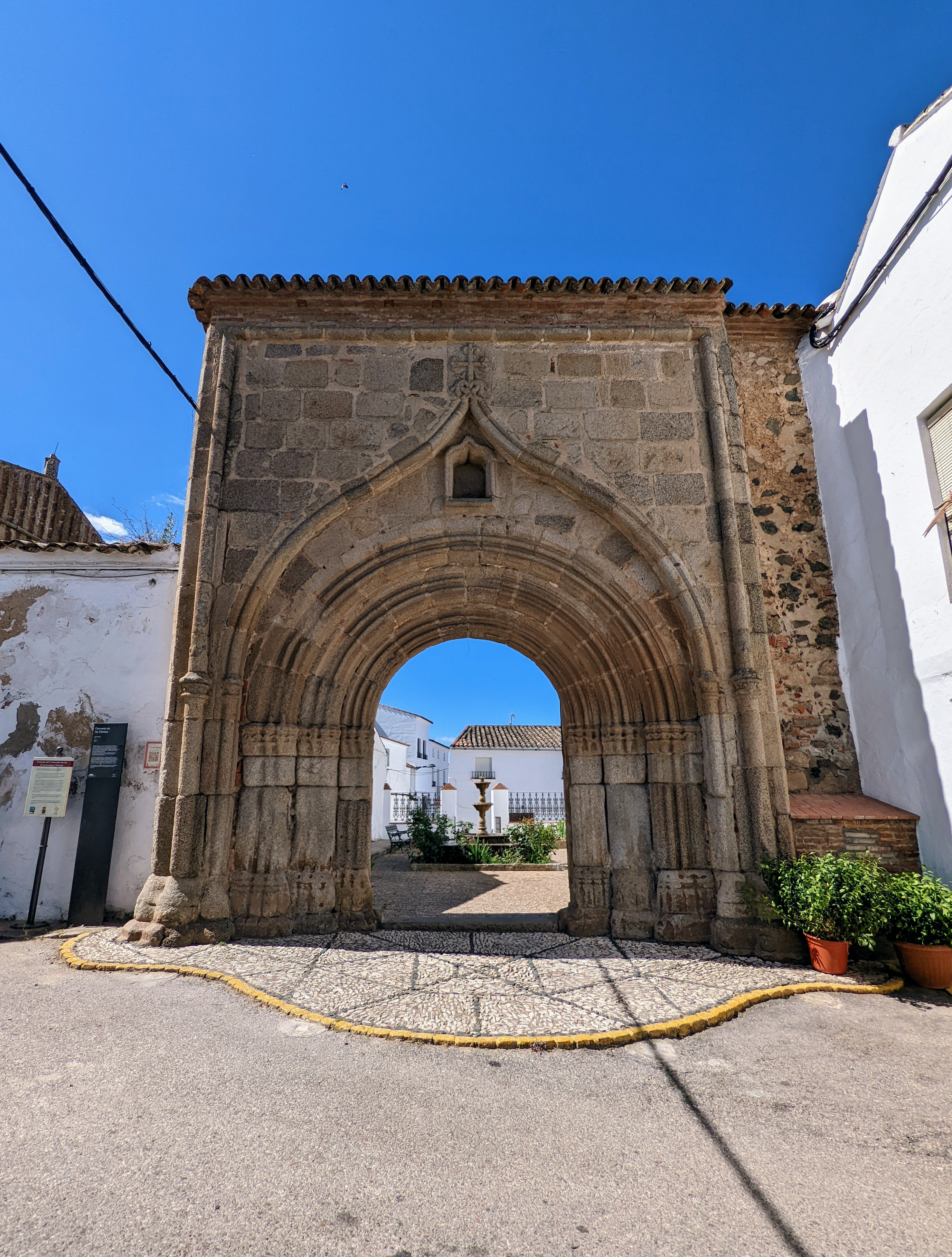
Portada del Convento de Franciscanas Clarisas

### Ferrocarril
Cumbres Mayores cuenta con una estación de ferrocarril perteneciente a la línea Zafra-Huelva. El recinto ferroviario se encuentra situado a las afueras del núcleo urbano, donde efectúa parada de viernes a domingo un tren de Media Distancia que conecta Huelva con Zafra y Madrid.

## Patrimonio
- Castillo de Sancho el Bravo (siglos XIII y XV). Monumento Histórico Nacional. Fortaleza construida en 1293 (con importantes reformas en el siglo XV) bajo el reinado de Sancho IV el Bravo para defender desde la Banda Gallega el Reino de Sevilla. Dado su estado de abandono en 1973 y 1999 se acometieron destacables restauraciones. En tiempo presente se está gestionando su conversión en centro de interpretación de la zona.[8] Su forma es irregular, con nueve lados y ocho torreones más la torre bicéfala de homenaje. Los muros alcanzan los diez metros de altura por 3 de grosor.[9]
- Ermita de Nuestra Señora de la Esperanza, restos de la Ermita de Santa María Magdalena, y ermita de Nuestra Señora del Amparo.
- Iglesia de San Miguel Arcángel.
- Portada románica del Convento de Franciscanas Clarisas.
- Conjunto megalítico compuesto por cerca de cuarenta menhires formando un Cromlech. Situados en el Interior de castillo, es un caso único.
- Procedente de un antiguo volcán submarino de hace 500 millones de años, podemos disfrutar de la presencia de lavas almohadilladas procedentes del mismo. Tanto dentro como fuera de la fortaleza.